# Edward Frieman
Edward Allan Frieman (New York, 19 januari 1929 – La Jolla, 11 april 2013) was een Amerikaans fysicus die zich vooral bezighield met plasma. Frieman studeerde natuurkunde aan de Columbia-universiteit en Polytechnic Institute of New York University. In 1961 werd hij professor in de astrofysica aan de Princetown University.
Frieman was van 1984 tot en met 1998 directeur van Scripps Institution of Oceanography.